# 마쓰다이라 요리타카 (1810년)

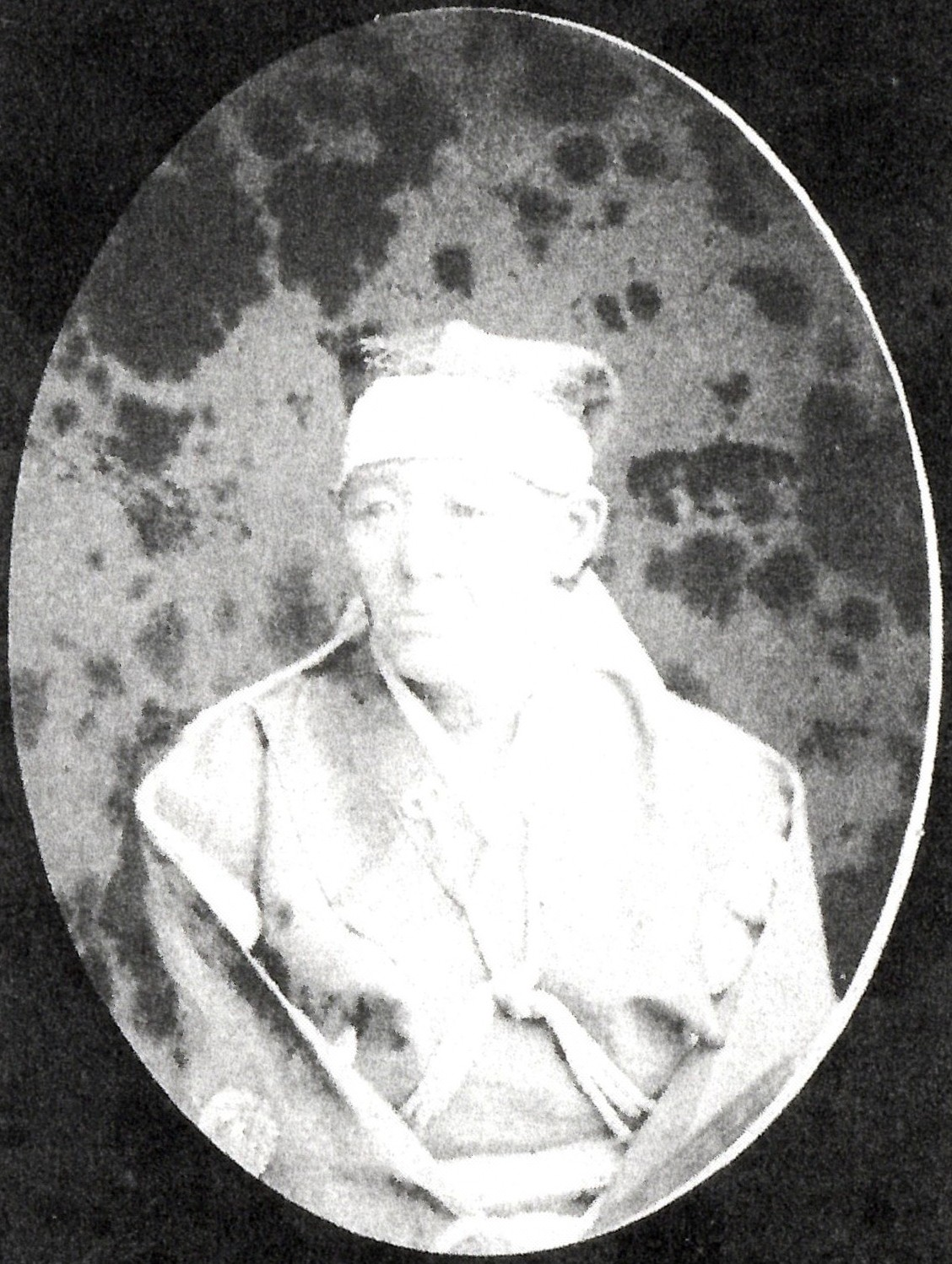
마쓰다이라 요리타카

마쓰다이라 요리타카(松平頼位)는 히타치 시시도번 제8, 10대 번주이다. 일본 제국의 정치인 히라오카 사다타로(미시마 유키오의 조부)의 외조부이다.
| 전임 마쓰다이라 요리카타 마쓰다이라 요리노리 | 제8, 10대 시시도번 번주 (시시도 마쓰다이라가) 1839년 ~ 1846년 | 후임 마쓰다이라 요리노리 마쓰다이라 요리야스 |

| 전임 마쓰다이라 요리요시 | 제9대 나가쿠라 마쓰다이라가 당주 1827년 ~ 1839년 | 후임 시시도번 상속으로 폐지 |